# Qızılca
Qızılca – wieś (kənd) w zachodnim Azerbejdżanie, w Nachiczewańskiej Republice Autonomicznej, w rejonie Culfa, w wiejskim okręgu terytorialnym Kırna oraz w gminie (azer. bələdiyyə) Kırna. Jest jedną z dwóch miejscowości, obok wsi Kırna, tworzących wiejski okręg terytorialny i gminę.
Przed 19 czerwca 2009 roku miejscowość Qızılca stanowiła oddzielną gminę. Na mocy prawa nr 839-IIIQ gminę Qızılca połączono z gminą Kırna.
W klasyfikacji Azərbaycan Respublikası Dövlət Statistika Komitəsi (w wolnym tłum. „Państwowy Komitet Statystyczny Republiki Azerbejdżanu”) wsi nadano unikalny kod 10604028.